# سؤال نمایندگان مجلس از محمود احمدی‌نژاد
سؤال نمایندگان مجلس از محمود احمدی‌نژاد در تاریخ ۲۴ اسفند ۱۳۹۰ برگزار شد که با واکنش‌هایی از سوی محمود احمدی‌نژاد، حامیان و مخالفانش مواجه شد. این اولین بار در تاریخ ایران بود که نمایندگان مجلس از رئیس‌جمهور سؤال می‌کردند.

## سؤال نمایندگان مجلس از محمود احمدی‌نژاد
به گزارش خانه ملت، طرح ۷۹ تن از نمایندگان برای سؤال از رئیس‌جمهوری، شامل سؤالاتی در مورد ده مورد اقدامات دولت و تصمیمات احمدی‌نژاد بود که این گروه از نمایندگان پاسخ به آن‌ها را «برای رفع ابهامات و حسن تفاهم مجلس دولت و آگاهی ملت» لازم دانسته و گفته بودند که از پاسخ نمایندگان رئیس جمهوری که پیش تر به کمیسیون‌های مجلس ارائه شده بود، قانع نشده‌اند.
هیئت رئیسه مجلس در روز ۱۸ بهمن ماه ۱۳۹۰ طرح سؤال از احمدی‌نژاد را اعلام وصول کرد هر چند تا روز گذشته نیز به دلیل اینکه شماری از امضاکنندگان طرح امضای خود را پس گرفته بودند، هنوز حضور احمدی‌نژاد قطعی نبود.
روح‌الله حسینیان، حمید رسایی و مرتضی آقاتهرانی با زیر سؤال بردن طراحان موفق شدند چند نماینده را قانع کنند تا امضاهایشان را پس بگیرند.
طبق آئین‌نامه داخلی مجلس، در جلسه سؤال از رئیس‌جمهوری، یکی از نمایندگان پانزده دقیقه فرصت دارد تا سؤالات مطرح شده را توضیح دهد و سپس رئیس‌جمهوری ظرف یک ساعت، به این سؤالات پاسخ می‌دهد، اما در پایان اظهارات او، رای‌گیری به عمل نمی‌آید.

### اقتصاد و مترو
علی مطهری نماینده مجلس در شرح سؤالات نمایندگان به خودداری دولت از اجرای مصوبه مجلس در مورد اعطای تسهیلات ارزی به متروی تهران اشاره کرد و با یادآوری اظهارات احمدی‌نژاد در مردادماه سال گذشته که گفته بود «ما این مصوبه را اصلاً قانون نمی‌دانیم»، به نحوه برخورد او انتقاد کرد.
علی مطهری در ادامه اظهارات خود، دولت را به خاطر انتشار «آمار غیرواقعی» در مورد میزان ایجاد فرصت‌های شغلی و خودداری از تخصیص بخشی از عواید حاصله از حذف یارانه به واحدهای تولیدی مورد انتقاد قرار داد و یادآور شد که اختصاص سهم تولید توسط رهبر جمهوری اسلامی در دیدار با هیئت دولت مورد تأکید بوده‌است و دولت می‌بایست هم‌زمان با پرداخت یارانه‌های نقدی، یارانه بخش تولید را هم تخصیص می‌داد، اما این اتفاق نیفتاده و در نتیجه «ما شاهد افزایش گرانی‌ها و فشار بوده‌ایم.»

### مجلس
مطهری در طرح سؤال دیگری از رئیس‌جمهوری، به سخنان احمدی‌نژاد اشاره کرد که پس از اعلام نتیجه بحث‌برانگیز انتخابات دهمین دوره ریاست جمهوری، کسب اکثریت بی‌سابقه آرا را نشانه حمایت گسترده‌تر مردم از خود در مقایسه با نمایندگان مجلس دانسته و گفته بود که سخنان روح‌الله خمینی که مجلس را راس امور می‌دانست به زمانی اختصاص داشت که نخست وزیر، به عنوان رئیس دولت، با رای مستقیم مردم انتخاب نمی‌شد.
علی مطهری پرسید که این سخن رئیس‌جمهوری که «مجلس در راس امور نیست» چه مفهومی داشته‌است؟

### یازده روز خانه نشینی احمدی‌نژاد
مطهری به عنوان چهارمین سؤال خود، به ماجرای بروز اختلاف بین محمود احمدی‌نژاد و علی خامنه‌ای، رهبر جمهوری اسلامی، بر سر انتصاب حیدر مصلحی، وزیر اطلاعات، اشاره و رئیس‌جمهوری را به دلیل عدم اطاعت از دستور رهبر، به انحراف از قانون متهم کرد و گفت: «مقاومت یازده روزه شما در مقابل حکم حکومتی رهبری مبنی بر ابقای حکم آقای مصلحی در وزارت اطلاعات چه توجیهی دارد؟»
وی در عین حال افزود: قبول داریم هر یک از آحاد جامعه مجاز است نظر خود را با ولی فقیه در میان بگذارد و حتی با تأیید ایشان آن را به کرسی بنشاند، بزرگان انقلاب شاهد بودند که شهید مطهری در آستانه پیروزی انقلاب و پس از آن تا زمانی که امام (ره) در قید حیات بود بارها نظر خود را به امام قبولاند و رای ایشان را تغییر داد و امام نیز او را حاصل عمر و پاره تن خود نام نهاد.
مطهری یادآور شد: این امر نه تنها محکوم نیست بلکه موجب تقابل با استبداد است اما سخن در اینجاست که همه اینها مربوط است به قبل از صدور حکم حکومتی بعد از آن دیگر مجادله و مقابله عملی از طرف رئیس جمهور کشور رفتاری غیرقابل قبول است، همچنان که رهبر انقلاب فرمودند مرز التزام به ولایت فقیه احکام حکومتی است.

### حجاب اسلامی
سؤالات دیگر مطرح شده در این سخنرانی به نحوه تخصیص بودجه ارتقای شاخص‌های فرهنگی در قانون بودجه سال ۱۳۸۹ و سخنان احمدی‌نژاد در مورد نقش دولت در «مبارزه با بدحجابی» اختصاص داشت.
مطهری یادآور شد که محمود احمدی‌نژاد در یک برنامه تلویزیونی، دولت را مسئول نحوه برخورد با بدحجابی ندانسته و از برخورد دستگاه‌های دیگر انتقاد کرده‌است و با وجود اینکه این اظهارات با اعتراض روحانیون و نمایندگان مجلس مواجه شد، رئیس‌جمهوری بار دیگر این نظر خود را تکرار کرده‌است.
این عمل شما چه توجیهی دارد، این محل نزاع این است که اگر هم کار فرهنگی انجام شود تحت تأثیر شبکه‌های ماهواره‌ای قرار می‌گیرند و همان رفتار سابق را خواهند داشت ولی آنگونه «چراغ سبز نشان دادن» رئیس‌جمهور به این افراد ممکن است منجر به وضعیتی شود که از کنترل خارج شود.

### مکتب ایرانی
ترویج مکتب ایران به جای مکتب اسلام را که توسط رئیس دفتر شما بیان شد علی‌رغم ضدیت با مبانی انقلاب اسلامی و مخالفت قاطبه مراجع عظام تقلید و علمای بزرگ و دلسوزان نظام تأیید و بر آن تأکید کرده، باعث تضعیف جایگاه انقلاب اسلامی و احیای تعصبات قومی در میان مسلمانان و سوءاستفاده مخالفان وحدت اسلامی گردید.
عضو فراکسیون اصولگرایان در مجلس هشتم ادامه داد: می‌دانیم که آقای مشایی تزی را مطرح کرد مبنی بر این که چون از اسلام برداشت‌های مختلفی در جهان می‌شود، مثلاً سازمان القاعده و طالبان نیز از اسلام سخن می‌گویند و در نتیجه اسلام دیگر تأثیرگذار نیست بهتر است که ما به جای مکتب اسلام از مکتب ایرانی سخن بگوییم.
نماینده مردم تهران در مجلس هشتم افزود: آقای رئیس‌جمهور در تاریخ ۳۰ آبان ۸۹ ضمن حمایت از این تز در توجیه آن فرمودند در این مسیر دریافت ایرانی از اسلام مبنای عمل است. دریافت‌های فراوانی از اسلام در دنیا وجود دارد اما برداشتی از اسلام برای ما ملاک عمل است که ایرانی است. حساب کنید اگر سایر ملل مسلمان همین حرف را بزنند چه بلایی بر سر وحدت اسلامی می‌آید و اساساً امت اسلامی دیگر معنی خواهد داشت.
مطهری یادآور شد: جشن عظیم نوروز که قرار بود در تخت جمشید با حضور برخی سران کشورها برگزار شود و با تذکر رهبر تیزبین انقلاب به صورت محدود در تهران برگزار شد شاهدی بر این مدعاست. البته تمدن ایران قبل از اسلام یک واقعیت تاریخی است ولی پرداختن به آن به صورت افراطی شک و تردیدها را برمی‌انگیزد.
عضو کمیسیون فرهنگی در مجلس هشتم گفت: آقای رئیس‌جمهور در ۲۶ شهریور ۸۹ فرمودند نوع حکمرانی کوروش نمونه‌ای از مدیریت ایرانی در جهان است همان‌طور که کوروش می‌گوید ما نمی‌خواهیم بر دنیا سلطنت کنیم بلکه می‌خواهیم کمک کنیم. آیا الگوی حکومت‌داری ما کوروش است یا پیامبر اسلام یا علی (ع).
مطهری تأکید کرد: کوروش بعد از فتح بابل اجازه داد بت‌پرستان در بت‌پرستی خود باقی بمانند و این خلاف سیره پیامبر اسلام و حضرت ابراهیم است که در اولین فرصت همه بت‌ها را شکستند و این زنجیر را از دست و پای مردم باز کردند.
عضو کمیسیون فرهنگی در پایان گفت: رهبر اندیشمند انقلاب نیز در آخرین دیدار هیئت دولت به ایشان فرمودند اگر می‌خواهید به فرهنگ و تمدن ایران بپردازید چرا به تمدن ایران بعد از اسلام نمی‌پردازید که تمدن بزرگتری است.

## پاسخ‌های احمدی‌نژاد
در نخستین تجربه طرح سؤال از رئیس جمهور ایران در مجلس جمهوری اسلامی، محمود احمدی‌نژاد به سؤالات مطرح شده توسط گروهی از نمایندگان منتقد دولت پاسخ داد، اما پاسخ‌های او با اعتراض شدید گروهی از نمایندگان مواجه شد.
احمدی‌نژاد ساعت ۹ صبح ۲۴ اسفند ۱۳۹۰ (۱۴ مارس ۲۰۱۲) در صحن علنی مجلس شورای اسلامی در تهران حاضر شد، در سخنانی که با شوخی همراه بود،
پس از طرح سؤالات توسط مطهری، احمدی‌نژاد در سخنانی گفت که طبق قانون اساسی، سؤال از وزیران و رئیس‌جمهوری حق مجلس است و افزود: «بنابراین، اتفاق ویژه‌ای نیافتاده، جمعی از نمایندگان سؤالاتی را مطرح کردند و بنده هم می‌خواهم پاسخ دهم، البته این سؤالات مدتهاست که مطرح شده و سر زبان‌ها قرار دارد و به بیان‌های مختلف در رسانه‌های گوناگون مطرح شده‌است.»
او در پایان سخنانش به شوخی گفت که به «سؤالات امتحانی» نمایندگان، که خوب هم طراحی نشده بود، به‌طور کامل پاسخ داده و حتی مطالب اضافه هم گفته‌است و اگر نمایندگان به او «نمره‌ای کمتر از ۲۰ بدهند، بی‌معرفتی و نامردی» کرده‌اند.
گروهی از نمایندگان مجلس پس از پایان سخنان آقای احمدی‌نژاد و خروج او از مجلس، با دادن تذکرهای آئین‌نامه‌ای و تذکر قانون اساسی به پاسخ‌ها و لحن سخنان او اعتراض کردند.
احمدی‌نژاد را محمدرضا رحیمی، معاون اول رئیس‌جمهوری، مجتبی ثمره هاشمی، مشاور آقای احمدی‌نژاد، محمد حسینی، وزیر فرهنگ و ارشاد، علی نیکزاد، وزیر راه و شهرسازی، لطف‌الله فروزنده، معاون توسعه و مدیریت و سرمایه انسانی رئیس‌جمهوری، مهدی غضنفری، وزیر صنعت، معدن و تجارت، حمید بقایی، معاون اجرایی رئیس‌جمهوری و محمدرضا میر تاج الدینی، معاون پارلمانی دولت همراهی می‌کردند.
احمدی‌نژاد با اظهار اینکه سخنرانی علی مطهری به جای پانزده دقیقه، بیست دقیقه به طول انجامید، گفت که در نتیجه، مجلس باید به او هم به جای یک ساعت، یک ساعت و بیست دقیقه وقت بدهد، اما با توجه به واکنش نمایندگان، گفت: «بالاخره ساعت شما با ساعت ما فرق می‌کند، مجلس است دیگر! سه دقیقه وقت می‌گیرند، و یازده دقیقه صحبت می‌کنند، اشکال ندارد.»

### خانه‌نشینی ۱۱ روزه
محمود احمدی‌نژاد در پاسخ به سؤال در مورد «خانه‌نشینی ۱۱ روزه» خود گفت که: «این هم از آن حرف‌هاست. احمدی‌نژاد و خانه نشینی و استراحت. اکثر افراد می‌گویند یه کم استراحت کن و به خودت برس.»
وی افزود: «مطمئن باشید که‌این وصله‌ها به دولت نمی‌چسبد و من همواره سعی کردم با یک ادبیات صحیح و منطقی و درست در خصوص ولایت تعریف کنم.»
با آغاز ماجرای عزل و نصب دوباره وزیر اطلاعات و ۱۱ روز خانه‌نشینی محمود احمدی‌نژاد در ابتدای سال جاری، اصولگرایان منتقد دولت موجی از حملات و انتقادات شدیداللحن را علیه رئیس‌جمهور و اطرافیان او یا به گفته آنان «جریان انحرافی» به راه انداخته‌اند که این حملات همچنان ادامه دارد.

### حجاب اسلامی
رئیس جمهور ایران در بخش دیگری از سخنان خود با اشاره به سؤال نمایندگان در مورد مواضعش در زمینه «عفاف و حجاب اسلامی» گفت: «کار فرهنگی با برخورد و بگیر ببند نمی‌شود. ما می‌گوییم به دختران و پسران گیر سه‌پیچ ندهید، والا این‌ها بچه‌های خودمان هستند و همین جوانان جنگ و انقلاب را اداره کردند.»
احمدی‌نژاد در ادامه گفت: «می‌گوییم با ملت اینطور برخورد نکنید و سخت نگیرید اما اگر کسی بخواهد به‌طور سازمان‌یافته کاری کند، مسئول قوه قضائیه‌است و نیاز به برخورد عمومی نداشته و نیاز به حکم قاضی دارد.»
وی افزود: «نمی‌توان هر وقت که انتخابات و ۲۲ بهمن و… است دوربین را ببریم جلو و روی بعضی چهره‌ها زوم کنیم و وقتی که گذشت همان‌ها را یقه‌شان را بگیریم، چرا که این‌ها تناقض است و تناقض روزی کار دستمان می‌دهد.»

### اقتصاد و مترو
محمود احمدی‌نژاد در ادامه سخنانش در مجلس در مورد بودجه متروی تهران همان اظهارات دی‌ماه وزیر اقتصاد خود را تکرار کرد که در مجلس حاضر شده و اعلام کرده‌بود که «در حساب ذخیره ارزی اصلاً پولی نمانده‌است که برای تجهیز و گسترش متروی تهران استفاده شود.»
این در حالی است که بنا بر آمار بانک مرکزی جمهوری اسلامی، ایران از سال ۱۳۸۵ که محمود احمدی‌نژاد به ریاست جمهوری رسیده‌است تاکنون حدود ۳۰۰ میلیارد دلار فروش نفت داشته‌است.
احمدی‌نژاد اما در این روز اظهار داشت که دولتش نسبت به دولت‌های پیشین پول بیشتری به شهرداری‌ها داده‌است و گفت که افزایش قیمت‌ها ارتباطی با اجرای طرح هدفمندی یارانه‌ها ندارد.
وی در مورد عدم تخصیص بودجه فرهنگی از سوی دولت به دستگاه‌ها گفت: «تخصیص به اندازه درآمدها است و اگر پول داشتیم می‌پرداختیم.»
رئیس جمهور در پاسخ به سؤال دوم نمایندگان در خصوص آمار اشتغال و رشد اقتصادی ایران اظهار کرد: «شما نمایندگان مدعی هستید که این آمار اشتباه است اما من اعتقاد دارم که این آمار صحیح بوده و این اتفاق رخ داده‌است. صحبت‌های من براساس گزارش‌های بانک مرکزی و مرکز آمار ایران است که طبق آن ما در سال ۸۹ رشد اقتصادی ۶٫۲ درصد و مرکز امار هم عدد ۷٫۱ درصدی را اعلام کرده‌است.»
محمود احمدی‌نژاد در پاسخ به سؤال مربوط به خودداری دولت از اعطای تسهیلات مصوب مجلس به متروی تهران گفت که در آن زمان، دولت پولی برای تخصیص به این مصوبه نداشت زیرا بانک مرکزی اعلام کرده بود که «موجودی صندوق ذخیره ارزی صفر است».
وی همچنین گفت که مصوبه مجلس در این زمینه با اصل ۷۵ قانون اساسی مغایرت داشته و شورای نگهبان هم گفته بود که مصوبه مجلس خلاف اصل ۷۵ قانون اساسی است و تلویحاً این نظر را مطرح کرد که مخالفان دولت در مجلس در نظر داشتند طرحی غیرقابل اجرا را تصویب کنند تا دولت مسئول بدی وضع حمل و نقل شهری شناخته شود در حالیکه دولت او اقدامات گسترده‌ای را برای کمک به مترو و سایر بخش‌های حمل و نقل شهری صورت داده‌است.
در اصل ۷۵ قانون اساسی آمده‌است که «طرح‌های قانونی و پیشنهادها و اصلاحاتی که نمایندگان در خصوص لوایح قانونی عنوان می‌کنند و به تقلیل درآمد عمومی یا افزایش هزینه عمومی می‌انجامد، در صورتی قابل طرح در مجلس است که در آن، طریق جبران کاهش درآمد یا تأمین هزینه جدید معلوم شده باشد.»
در مورد سؤال مربوط به اجرای ناقص قانون هدفمندی یارانه‌ها، آقای احمدی‌نژاد گفت که مجلس یک مجمع عمومی برای سازمان هدفمندی یارانه‌ها تعریف کرده که رئیس‌جمهوری عضو آن نیست و افزود «اکنون سؤال مربوط به هدفمندی یارانه‌ها را از رئیس جمهوری می‌پرسید؟»
احمدی‌نژاد در بخش دیگری از سخنان خود به سؤالات نمایندگان در مورد آمار خلاف واقع در مورد رشد اقتصادی و ایجاد اشتغال و همچنین ارتباط گرانی با نحوه اجرای هدفمندی یارانه‌ها پرداخت و گفت که اقتصاد ایران در دو سال اخیر رشد قابل توجهی داشته و اظهار داشت که هدف اعلام شده دولت در ایجاد اشتغال نیز قابل تحقق بوده‌است.
وی همچنین ارتباط اجرای قانون هدفمندی یارانه‌ها با گرانی قیمت‌ها را رد کرد و در مورد افزایش قابل توجه در بهای سکه طلا و ارز خارجی هم گفت که بعداً «در جایی مناسب تر» دلیل آن را توضیح خواهد داد.

### مدرک تحصیلی نمایندگان مجلس
احمدی‌نژاد از سؤالات مطرح شده انتقاد کرد و صلاحیت علمی علی مطهری، طراح اصلی سؤالات را زیر سؤال برد.
او گفت که اگر با خود دولت مشورت شده بود، سؤالات مناسب تری پیشنهاد می‌کرد و به طعنه گفت که طراح سؤال‌ها همان کسی است که مدرک دانشگاهی خود را «با فشار دادن یک شاسی» گرفته‌است.
محمود احمدی‌نژاد در این جلسه با رد انتقادات نسبت به خود و عملکرد دولتش گفت که «در این مجلس بعضی از افراد با زدن چندتا شاسی فوق لیسانس شدند» و افزود که «آخر سال است می‌خواهم با هم یک مقدار صفا بکنیم.»
به گزارش خبرگزاری فارس، علی لاریجانی، رئیس مجلس به به بیان برخی سخنان از سوی احمدی‌نژاد در مجلس انتقاد کرد، و گفت: «جایگاه استفاده از کلماتی مانند «شاسی و ماسی» در مجلس نیست.»
به نوشته خبرگزاری مهر، محمدرضا خباز، نماینده کاشمر، نیز نسبت به این حرف رئیس جمهور که «طراح سؤال با زدن شاسی فوق لیسانس گرفته‌است» انتقاد کرد و گفت: «طراح سؤال آقای دکتر مطهری هستند که مدرک دکترا دارند این چه حرفی است که رئیس جمهور می‌زند؟»
عباسعلی نورا نماینده زابل نیز در این باره گفت: «زمانی که آقای احمدی‌نژاد لیسانس نداشت بنده دکترا داشتم آیا بیان سخنی مانند فشار دادن شاسی و گرفتن فوق‌لیسانس از سوی رئیس جمهور در مجلس، پذیرفتنی است؟»
محمود احمدی‌نژاد در بخش دیگری در مورد پرسش‌های نمایندگان گفت: «اگر با ما مشورت می‌کردید حتماً سؤال‌های بهتری می‌توانستید طرح کنید. سؤالات خیلی سختی نبود، حالا شوخی کردیم، گذشت و پاسخ دادیم.»
وی در مورد نحوه پاسخگویی خود به پرسش‌های نمایندگان نیز گفت که «انصاف داشته باشید حالا که می‌خواهید نمره دهید نمره بالایی بدهید چرا که من خوب پاسخ دادم و حتی اضافه هم نوشتم و اگر کمتر از ۲۰ بدهید بی‌معرفتی و نامردی است.»

### تلاش برای عدم برگزاری طرح سؤال
رئیس جمهور ایران گفت که قبل از انتخابات اخیر مجلس، آماده بود برای پاسخگویی به مجلس برود، اما «گفتیم در فضای انتخابات اثر می‌گذارد و بعداً نتیجه را گردن ما می‌اندازند، بالاخره دیواری کوتاه‌تر از دیوار ما فعلاً نیست.»
وی در عین حال گفت که تلاش کرده بود تا این جلسه برگزار نشود، اما هیئت رئیسه مجلس تصمیم گرفت که احمدی‌نژاد در مجلس حاضر شود.

### مجلس
احمدی‌نژاد سخنان خود در این مورد را که مجلس در راس امور نیست، نوعی اظهار نظر توصیف کرد و گفت «بالاخره، من با استدلال، یک نظری را اعلام کردم، شما هم با استدلال جواب دهید؛ باید این حد از آزادی را بشناسیم که رئیس جمهور نظر خود را مطرح کند.»
احمدی‌نژاد در ادامه سخنان خود در صحن علنی مجلس گفت: می‌خواهم در این جا یک شوخی بکنم به نظر شما چه کسی قانون مدیریت خدمات کشوری را پس از تأیید شورای نگهبان تغییر داد و ابلاغ کرد و مجلس و دیوان محاسبات را از آن خارج کرد؟ همه از جمله آموزش و پرورش، بهداشت و درمان در چارچوب قانون مدیریت خدمات کشوری هستند، اما دیوان محاسبات و مجلس معاف هستند. ببینید چه کسی این کارها را کرده‌است آیا با قانون عادی می‌شود قانون اساسی را دور زد؟
در بحبوحه انتخابات مطرح شد که دولت یک میلیارد دلار تخلف کرده و سوءاستفاده کرده‌است و تا پنج‌شنبه‌ای که زمان ممنوعیت تبلیغات بود رئیس عزیز و مکرم دیوان محاسبات در مصاحبه‌ها اعلام می‌کرد که احمدی‌نژاد دروغ می‌گوید و یک میلیارد دلار تخلف کرده‌است، ولی بعد از آن به موضوع رسیدگی و مشخص شد که دولت تخلفی نکرده‌است، کمیسیون اصل ۹۰ بررسی کرد و مشخص شد تخلفی نبوده‌است، خوب بود که این موضوع نیز از مجلس قرائت می‌شد و ملت نیز متوجه می‌شدند که دولت پاک است.
رئیس‌جمهور افزود: یکی از همکاران محترم فرمان جنگ علیه دولت را صادر کرده و گفته‌است باید با دولت جنگید و مسائلی را در این ارتباط مطرح کردند. رئیس‌جمهور کف خیابان است، نوکر ملت است و زوری ندارد و گردن آن نیز از مو باریک‌تر است.
احمدی‌نژاد ادامه داد: توهین به رئیس‌جمهور نشانه شجاعت نیست و کاری ندارد تعقیب نیز نمی‌شود می‌خواهم شوخی بکنم. در نقاط مختلف دنیا نظام ارباب رعیتی وجود داشته و هزاران نفر رعیت بودند و یک نفر ارباب، اکنون برعکس شده ودولت یک رعیت است و صدها نفر دیگر هستند که به او دستور می‌دهند.
احمدی‌نژاد گفت: ما همه مسوول هستیم و چندین نهاد ناظر وجود دارند که بر دولت نظارت می‌کنند و از این بابت خدا را شکرگزاریم که یک مورد تخلف مهم هم از دولت اثبات نشده‌است.

### وزیر ورزش
احمدی‌نژاد در مورد سؤال مربوط به تأخیر در معرفی وزیر ورزش گفت که مصوبه مجلس در مورد تشکیل وزارتخانه ورزش و جوانان مشکل و ابهام داشت که دولت این مشکلات را برای مجلس شرح داد در حالیکه مجلس وزیر پیشنهادی دولت را به همین دلیل تأیید نکرد و افزود: «یک دفعه رئیس جمهور گفته بالای چشمتان ابروست، حالا ببینید چه خبر شده، کار به سؤال کشید.»

### مکتب ایرانی
احمدی‌نژاد با اشاره به انتقاد نمایندگان مجلس از به کار بردن نام مکتب ایرانی گفت: چرا اینقدر جار وجنجال می‌کنید، اگر بقیه بگویند، مکتب خراسان، مکتب عراق و… آیا به آن‌ها هم باید ایراد گرفت. اگر نگوییم ایران چه بگوییم؟ بگوییم انگلیس؟ آمریکا؟ من اعلام می‌کنم که همه بشنوند، ما ایرانی هستیم و تاریخ و فرهنگ و عظمت ایران را دوست داریم،

### عزل متکی
احمدی‌نژاد در ادامه در پاسخ به سؤالی دربارهٔ علت عزل منوچهر متکی، وزیر امور خارجه زمانی که وی برای مأموریت به سنگال رفته بود، گفت: چه کسی به ایشان مأموریت داد؟ من به ایشان مأموریت دادم؟ اگر شما مأموریت داده‌اید بگویید. من چنین مأموریتی ندادم و وقتی به ایشان می‌خواستم بگویم تشریف ببرید، مأموریت رفت، اصل ۱۳۶ قانون اساسی به رئیس‌جمهور اختیار عزل وزیر را داده‌است، ما به دنبال ایجاد تغییراتی در وزارت خارجه و نوسازی آن بودیم.

### شهرداری
وی با درخواست از نمایندگان مجلس که به دیگر دستگاه‌ها نیز سری بزنند و ببینند که درآنجاها هم چه اتفاقاتی می‌افتد، گفت: مثلاً ببینند در شهرداری چه خبر است این همه دولت کمک کرده‌است چطور خرج شده‌است؟ رئیس‌جمهور به اهمیت همراهی همه دستگاه‌ها و همدلی اشاره کرد و با لحن شوخی گفت: دولت برای شکایت از خود شما باید به خود شما شکایت کند، من در اینجا شهادت می‌دهم تا ثبت شود که مجلس از همه ظرفیت‌های قانونی و فراقانونی خود برای کنترل دولت و اعمال نظرات خود استفاده کرده‌است.

## لاریجانی
در پایان سخنان محمود احمدی‌نژاد، علی لاریجانی، رئیس مجلس، برخی از توضیحات آقای احمدی‌نژاد را مردود دانست و از جمله گفت که تفسیر وی در مورد برخی اصول قانون اساسی را قابل قبول نمی‌داند.
وی همچنین نحوه برخورد رئیس‌جمهوری را مناسب ندانست و گفت: «مجلس جای شوخی نیست، جای مسایل جدی و مهم است.»
لاریجانی در مورد این سخن آقای احمدی‌نژاد که طراح سؤال مدرک فوق لیسانس را با شصتی فشار دادن گرفته‌است، گفت: «این تعبیر، تعبیر غلطی است. این حرف‌ها جایگاهش مجلس نیست. نمایندگانی که در مجلس هستند، یا از حوزه علمیه فارغ‌التحصیل شدند که مدارک حوزوی دارند یا از دانشگاه‌ها فارغ‌التحصیل شده‌اند که مدرک دانشگاهی دارند.»

## توقیف روزنامه ایران
روزنامه ایران قصد داشت ویژه نامه‌ای با موضوعیت سؤال از رئیس‌جمهوری منتشر کند، ولی در حالی که این ویژه نامه در حال چاپ بود، از سوی قوه قضاییه توقیف شد.
روزنامه ایران یک روز پیش از سؤال از احمدی‌نژاد در ستون «دیگه چه خبر» نوشته بود: «در حالی که طرح سؤال از رئیس جمهور مدت‌ها است با جنجال و هیاهوی فراوان از سوی تعدادی از نمایندگان و رسانه‌های خاص با هدف تخریب دولت انجام می‌شود، قوه قضاییه ویژه نامه روزنامه ایران با رویکرد فکری- اندیشه‌ای را که در آن به بندهای ده‌گانه سؤال از رئیس جمهور پاسخ داده شده بود، قبل از توزیع و در حین چاپ توقیف کرد.»
به نوشته روزنامه ایران، «بازپرس شعبه نهم دادسرای فرهنگ و رسانه، شبانه (شامگاه دوشنبه) و بدون هرگونه دلیل مشخصی این ویژه نامه را توقیف کرد. مطالب این نشریه تماماً در حوزه فکری و توسط تعدادی از طلاب حوزه‌های علمیه تهیه شده و در صدد بود ابهامات و شبهات مطرح شده در طرح سؤال از دکتر احمدینژاد را به نحوی مستدل و منطقی پاسخ دهد.»
رسانه‌ها و سایت‌های حامی دولت از جمله سایت صریح نیوز در واکنش به توقیف این ویژه نامه نوشته‌اند: «در حالی که رسانه‌ها، سایت‌ها، خبرگزاری‌ها و مطبوعات در وارد کردن انواع اتهامات سنگین و بی شرمانه علیه رئیس جمهور و دولت از آزادی کامل برخوردارند و نه تنها هیچ برخوردی با آن‌ها نمی‌شود بلکه حتی یک تذکر نیز دریافت نمی‌کنند، توقیف ویژه نامه روزنامه ایران که کاملاً منطقی به سؤالات از رئیس جمهور پاسخ داده، تعجب‌برانگیز است.»
این سایت‌ها نوشته‌اند تلاش کرده‌اند با قوه قضاییه یا مسئولان قضایی تماس گرفته و در مورد این مسئله از آن‌ها توضیح بخواهند ولی موفق نشده‌اند.
سایت الف هم در گزارشی نوشته این ویژه نامه که «فکرت» نام‌گزاری شده «در امتداد مطالب ویژه نامه مسئله دار خاتون و حاوی مطالب تفرقه انگیز، جنجال آفرین و تملق‌های افراطی از احمدی‌نژاد بوده‌است.»
این گزارش می‌گوید در دی ماه سال جاری نیز ویژه نامه دیگر روزنامه ایران در رابطه با فساد بانکی تهیه کرده بود که آن هم توقیف شده‌است.
علی اکبر جوانفکر مدیرمسئول روزنامه ایران، مشاور مطبوعاتی و یکی از نزدیکان احمدی‌نژاد اخیراً در راستای یکی از پرونده‌های قضایی اش، به ۶ ماه حبس محکوم شده‌است.
وبسایت الف نوشته‌است: «بنابر اطلاعات رسیده به الف، مطالب تفرقه انگیز ویژه نامه فکرت نیز مانند خاتون، خارج از تحریریه روزنامه ایران و در دفتر یکی از وابستگان به جریان انحرافی آماده و سپس برای چاپ فرستاده شده‌است.»

## درگیری حامیان و مخالفان احمدی‌نژاد
تعدادی از مردم تحت عنوان حامیان احمدی‌نژاد و همچنین تعدادی با عنوان مخالفان دولت مقابل مجلس تجمع کردند که این تجمع منجر به درگیری و دخالت یگان ویژه شد.
به گزارش ایلنا، خبرها حاکی از آن بود که وضعیت مقابل مجلس چندان حالت عادی ندارد و همچنان متشنج است.

## واکنش‌ها
- مصطفی رضاحسینی، سخنگوی طراحان سؤال از رئیس‌جمهور در مورد سخنان روز چهارشنبه محمود احمدی‌نژاد گفت: «ایشان چند سال است که با مجلس و کشور شوخی می‌کنند اما طراحان تاکنون به هیچ جمع‌بندی دربارهٔ عدم کفایت یا استیضاح رئیس جمهور نرسیدند.»

وی افزود که «می‌توانیم برداشت کنیم که طرح سؤال از رئیس جمهور اتمام حجت با رئیس جمهور بود» و گفت که «طراحان در قالب بیانیه‌ای پاسخ سخنان امروز رئیس جمهور را خواهند داد. احمدی‌نژاد به سفسطه پرداخت و نشان داد سؤالاتی که در طرح مطرح کرده‌ایم به نوعی واقعیت دارد. ادبیات رئیس جمهور ادبیاتی اهانت‌آمیز بود که از رئیس مجلس تا نمایندگان و مردم و شهرداری را شامل شد.»
- محمدرضا خباز از نمایندگان مجلس در اعتراض به نحوه برخورد احمدی‌نژاد گفته که «پاسخ‌های آقای احمدی‌نژاد غیر مستدل بود و مجلس محل شوخی نیست.»

محمدرضا خباز نماینده کاشمر در مجلس شورای اسلامی نیز طی اخطاری با استناد به اصل ۸۸ قانون اساسی در مجلس اظهار داشت: پاسخ احمدی‌نژاد به نظر بنده پاسخ غیر مستدلی بود؛ وی به جای اینکه به پاسخ به سؤالات بپردازد، یکی دو سؤال را که از نظرش بسیار پراهمیت بود، بیشتر جلوه داد و آن سؤال‌هایی که اهمیت داشت را جواب نداد.
وی افزود: رئیس دولت در یکی از پاسخ‌ها گفتند من نمی‌دانم پول‌ها در کجا هزینه شده، من کجا خبر دارم در کجا هزینه شده؛ مسئول دخل و خرج کشور طبق قانون اساسی رئیس دولت است.
وی گفت: رئیس دولت در سخنانش بیش از ده بار کلمه شوخی را به کار برد؛ مگر مجلس محل شوخی است؛ وی می‌گوید من شوخی می‌کنم. اینجا که محل شوخی نیست. قرار است اینجا حرف‌های دقیق زده شود؛ آن هم از دومین شخصیت نظام یعنی رئیس قوه مجریه.
- نادر قاضی‌پور دیگر نماینده مجلس نیز با اعتراض به نحوه پاسخگویی احمدی‌نژاد گفته که هیئت رئیسه مجلس باید جواب «توهین‌های» رئیس دولت را می‌داد.[۱۱]
- غلامرضا مصباحی مقدم هم در پاسخ به اظهارات احمدی‌نژاد گفته که رئیس دولت دهم پرسش‌های نمایندگان مجلس را تحریف کرده‌است.

وی افزوده که «قانون رئیس‌جمهور را موظف به پاسخگویی به سؤالات نمایندگان کرده‌است اما رئیس‌جمهور به سؤالات نمایندگان پاسخ نداد.»
- عباسعلی نورا دیگر نماینده مجلس هم گفته که «رئیس جمهور در جریان پاسخ به پرسش‌ها، غیرمستقیم قانون‌گریزی را به برخی از نمایندگان نسبت داد و به شکل به ما توهین کرد.»[۱۳]
- مصطفی کواکبیان در تذکر قانون اساسی گفت: نجابتی که امروز لاریجانی به خرج داد بیش از حد بود. واقعاً رئیس دولت به هیچ‌یک از سؤالات جدی و اساسی ۷۹ نماینده سؤال‌کننده جواب نداد و به نوعی به همه سؤال کنندگان توهین شد.

وی افزود: رئیس دولت در سخنان خود چند بار به نمایندگان توهین کرد. آیا واقعاً مدرک با زدن شاسی بیرون آمده‌است که رئیس‌جمهور این گونه سخن می‌گوید.
کواکبیان تصریح کرد: سخن رئیس دولت که عنوان کرد سؤالات در حوزه اختیارات من نبوده قابل قبول نیست. گاهی یک فرد در وزارتخانه دولت احمدی‌نژاد به دلیل عضویت در یک ستاد نمی‌تواند استخدام شود اما ایشان در مجلس از آزادی بیان سخن می‌گویند. رئیس دولت عنوان می‌کند که من ۱۱ روز خانه نشینی نکردم پس چرا همه وزرا به ملاقات وی رفتند و التماس کردند که به سر کار برگردد. احمدی‌نژاد عنوان می‌کند که متکی مأموریتی برای سفر به سنگال نداشته‌است اما باید به این سؤال جواب دهد که چرا هواپیما و مجوز سفر در اختیار متکی قرارگرفت. رئیس دولت واجب‌الحضور بود که به مجلس بیاید و اینکه عنوان کردند من به خواسته هیئت رئیسه آمدم خوب نیست.
- علی اصغر زارعی از نمایندگان حامی دولت و عضو فراکسیون انقلاب اسلامی نیز، با تذکر آیین‌نامه داخلی مجلس گفت: بنده پیش‌بینی می‌کردم وقتی سؤالات از رئیس دولت مطرح شود برخی جواب‌های ایشان را نپذیرند البته ما هم همه پاسخ‌ها را نپسندیدیم. اما وقتی مطابق آیین‌نامه مطالب مطرح شده‌است دیگر جایی برای ادامه دادن بحث در صحن مجلس وجود ندارد و آقای لاریجانی به عنوان رئیس مجلس باید تذکر می‌داد.

به گزارش مهر، لاریجانی در پاسخ به تذکر زارعی گفت: بنده در این جلسه بارها تقاضا کردم که بحث نمایندگان خاتمه پیدا کند و امیدوارم دیگر تذکر ندهند.
- علیرضا محجوب نماینده تهران نیز طی تذکری در صحن علنی مجلس اظهار داشت: بنده به نحوه اداره جلسه سؤال از رئیس دولت اعتراض دارم.

وی با بیان اینکه اعتراض بنده با استناد به اصل ۸۸ است، گفت: رئیس دولت باید در موضوع صحبت کند و از وظایفش باید سؤال می‌شد که همه سؤالات هم در مورد وظایف رئیس دولت بود ولی وی گفت که در مورد وظایفش از وی سؤال نشد.
محجوب ادامه داد: بر اساس قانون اساسی، وظایف رئیس‌جمهور در مقابل ملت مشخص است و بر اساس این وظایف، هرگونه سؤالی را می‌شود از رئیس‌جمهور پرسید.
- تعدادی از نمایندگان مجلس شورای اسلامی پس از پایان طرح سؤالات از رئیس دولت و ترک جلسه از سوی وی با بیان تذکراتی نسبت به شوخی‌های انجام گرفته توسط وی انتقاد کردند.

به گزارش مهر، چند تن دیگر از نمایندگان نسبت به ادبیات به کار گرفته از سوی رئیس‌جمهور انتقاد کردند که لاریجانی نیز در پاسخ به این تذکرات به نوعی موضوع دو پهلو نشان داد و گفت که اظهارات رئیس‌جمهور مناسب نبوده و البته مجلس هم نیاز به تأیید کسی ندارد محل قانونگذاری است و باید کارش را انجام دهد.
- قدرت‌الله علیخانی نیز دربارهٔ پاسخ‌های احمدی‌نژاد گفت: «پاسخ‌های رئیس‌جمهور دربارهٔ سؤالات مجلس با شأن این جایگاه متناسب نبود و آقای احمدی‌نژاد مراعات جایگاه خود را نکرد. آرزو دارم رئیس‌جمهور در همین مجلس استیضاح شود.»[۱۵]
- علی عباسپور نیز گفت: «ادبیات آقای رئیس‌جمهور برای من تازگی نداشت. چراکه ایشان عملاً چنین ادبیاتی دارد. البته من فکر می‌کنم این‌گونه سخن گفتن شایسته عامه مردم هم حتی نیست.»[۱۶]
- محمدتقی رهبر در حاشیه جلسه علنی مجلس دربارهٔ ارزیابی‌اش از پاسخ‌های رئیس‌جمهور، گفت: جواب‌های ایشان قانع‌کننده نبود ای کاش در غالب شوخی عبارات اهانت‌آمیز به کار نمی‌بردند. اگر مجلس تا امروز حمایتی از ایشان داشت همان هم برداشته شد.[۱۷]
- جواد جهانگیر زاده نماینده ارومیه در تذکری به رئیس مجلس گفت :"الآن سؤالاتی مطرح شد که رییس جمهور پاسخ شوخی مابانه به آن داد. اگر رییس جمهور قرار باشد با پاسخ‌های شوخی مابانه از این سؤالات نمایندگان بگذرد، این بحث سؤال از رییس جمهور چه ضمانت اجرایی دارد؟!"[۱۸]

## نظر تحلیلگران و منتقدان
فرج سرکوهی روزنامه‌نگار و منتقد ادبی مقیم آلمان در این باره می‌گوید: رئیس‌جمهور ایران در متن گفته‌های خود در مجلس نه از «طنز متعالی»، که از شوخی، کنایه، تمسخر، زبان حاشیه نشینان شهری بهره گرفت تا از منظر خود، مضحکه پوشیده در جدیت «پرسش مجلس از رئیس جمهور»، در چهره عبوس سخنگوی منتقدان دولت و در متن پرسش‌ها را افشاء کند. اما آشکار شدن مضحکه با توسل به «شوخی»، و نه «طنز متعالی»، در یک سوی آینه، ماسک جدیت آن سوی را نیز برمی‌دارد، «شوخی» و مخاطب شوخی یک دیگر را منعکس کرده و به یگانگی می‌رسند.
منتقدان دولت پس از ۱۱ بار تلاش ناکام موفق شدند تا رئیس‌جمهور را در آخرین روزهای مجلس فراخوانند اما ترکیب ۷۹ امضاکننده، ۲۶ امضا از فراکسیون اصلاح طلبان و ۵۳ امضا از فراکسیون اصول گرا، با همین تناسب در متن پرسش‌ها حضور نداشت و انتقادهای اصلاح طلبان در متن نبود. زبان و لحن تند و گزنده منتقدان دولت در متن پرسش‌های ده‌گانه به زبان و لحنی نرم و آشتی جویانه بدل شده بود اما رئیس‌جمهور این تحول را با زبانی تهاجمی پاسخ داد. متن پرسش‌ها با تمجید از «پافشاری رئیس جمهور بر حق مسلم انرژی هسته‌ای، مقاومت در برابر زورگویی‌های صهیونیست‌ها و رسیدگی به مناطق محروم» آغاز شد اما رئیس‌جمهور گفته‌های خود را با حمله به منتقدان آغاز و با حمله به مجلس به پایان برد.
بعضی دیگر معتقدند که لحن و ادبیات بکار گرفته شده توسط محمود احمدی‌نژاد در برابر پرسشهای مجلس جنبه عمدی داشته تا از یک سو «به مجلسی‌ها نشان دهد که اقدامشان نتوانسته وی را در موضع دفاعی قرار دهد» و از سوی دیگر به مجلس یادآوری کند که «مجلس کاره‌ای نیست و سخن آیت الله خمینی در باب «مجلس در راس امور است»، جمله‌ای بوده متعلق به گذشته که به اصطلاح شان نزولش به دوران ابوالحسن بنی صدر و دعواهای سیاسی آن زمان بین جناح‌ها و نهادهای مختلف برمی گردد و اکنون مثل خیلی از کشورهای دارای سیستم ریاستی، این قوه مجریه و شخص رئیس‌جمهوری است که در راس امور است.»

اما از جنبه سیاسی «شاید مهم‌ترین نکته که با حضور آقای احمدی‌نژاد و عملکردش خود را تا حد زیادی برجسته ساخت این سؤال بود که آیا آقای احمدی‌نژاد در واقع از موضع یک بازنده و یک سیاستمدار به انتهای خط رسیده برخورد نکرد؟ جواب این پرسش تا حد زیادی مثبت است.
آقای احمدی‌نژاد به دلایل مختلف به سمت تبدیل شدن به یک رئیس جمهور شکست خورده حرکت کرده و بخشی از این حرکت، اجباری بوده‌است چون سطح فشارها بر اطرافیان وی و پرونده‌های مختلف به‌طور بالقوه می‌توانند از ادامه کار یک رئیس جمهوری جلوگیری کنند.»
در مجموع، می‌توان چنین گفت که رفتار و مواضع وی در نشست مجلس از یک سو می‌تواند چنین تعبیر شود که آقای احمدی‌نژاد نشان داد که به انتهای خط عمر سیاسی مؤثر خود رسیده و با عملکرد خود نشان داد که این مسئله را پذیرفته‌است. در غیر اینصورت، وی قاعدتاً باید تلاش می‌کرد تا مجلس را قانع و رفتاری دیگر در پیش گیرد. اما بعید است که مجلس ایران در موقعیتی باشد که بخواهد سطح کار را از این هم فراتر ببرد و کار را به استیضاح رئیس‌جمهوری برساند چرا که این اقدام بی تأثیر روی وجهه و نام آیت الله خامنه‌ای نخواهد بود.